# ジョルダンの補題
複素解析において、ジョルダンの補題は、周回積分と広義積分を評価するために留数定理と組み合わせて頻繁に使用される定理である。フランスの数学者カミーユ・ジョルダンにちなんで名付けられた。

## 定理
原点を中心とする上半平面にある正の半径Rの半円の経路で定義された複素数値の連続関数fを考える。
{\displaystyle C_{R}=\{Re^{i\theta }\mid \theta \in [0,\pi ]\}}
aを正の数として、関数fが次の形式であるとする。
{\displaystyle f(z)=e^{iaz}g(z),\quad z\in C_{R}}
このとき、ジョルダンの補題は、周回積分の次の上限を示す。
{\displaystyle \left|\int _{C_{R}}f(z)\,dz\right|\leq {\frac {\pi }{a}}M_{R}\quad {\text{where}}\quad M_{R}:=\max _{\theta \in [0,\pi ]}\left|g\left(Re^{i\theta }\right)\right|.}
等号はgがすべてにおいてゼロとなるときに成り立ち、このとき両辺がゼロになる。下半平面の半円形の経路に関する同様の定理は、 a < 0の場合に当てはまる。

### 備考
- fが大きなRの半円CR上で連続であり、なおかつ

が成り立つとき、ジョルダンの補題より次が導かれる。
{\displaystyle \lim _{R\to \infty }\int _{C_{R}}f(z)\,dz=0.}
- a = 0の場合については、推定補題を参照せよ。
- 推定補題と比較すると、ジョルダンの補題の上限は経路CRの長さに明示的に依存しない。

## ジョルダンの補題の適用

経路Cは経路C_{1} C_{2}からなる。

ジョルダンの補題により、関数f(z) = eiaz g(z)の実軸に沿った積分を計算する簡単な方法が与えられる。f(z)が上半平面で正則であり、閉じた上半平面で連続であるとき(ただし有限個の極z1, z2, …, znを除く)、画像に示されている経路C1 C2を連結した閉じた経路Cを考える。定義より、
{\displaystyle \oint _{C}f(z)\,dz=\int _{C_{1}}f(z)\,dz+\int _{C_{2}}f(z)\,dz\,.}
C2では変数zが実数であるため、2番目の積分は実積分である。
{\displaystyle \int _{C_{2}}f(z)\,dz=\int _{-R}^{R}f(x)\,dx\,.}
左辺は、留数定理を使用して計算する。 |z1| 、 |z2| 、…、 |zn| のすべてより大きいRについて以下が成り立つ。
{\displaystyle \oint _{C}f(z)\,dz=2\pi i\sum _{k=1}^{n}\operatorname {Res} (f,z_{k})\,,}
Res(f, zk)はfの特異点zkについての留数を示す。 fが条件（ * ）を満たしている場合、 Rが無限大の極限では、C1についての周回積分はジョルダンの補題によって消滅し、広義積分の値が以下のように得られる。
{\displaystyle \int _{-\infty }^{\infty }f(x)\,dx=2\pi i\sum _{k=1}^{n}\operatorname {Res} (f,z_{k})\,.}

## 例
関数
{\displaystyle f(z)={\frac {e^{iz}}{1+z^{2}}},\qquad z\in {\mathbb {C} }\setminus \{i,-i\},}
はR ≠ 1をみたすR > 0に対してa = 1でジョルダンの補題の条件を満たす。 R > 1の場合、
{\displaystyle M_{R}=\max _{\theta \in [0,\pi ]}{\frac {1}{|1+R^{2}e^{2i\theta }|}}={\frac {1}{R^{2}-1}}\,,}
したがって、（ * ）が成り立つ。上半平面におけるfの唯一の特異点はz = iにあるため
{\displaystyle \int _{-\infty }^{\infty }{\frac {e^{ix}}{1+x^{2}}}\,dx=2\pi i\,\operatorname {Res} (f,i)\,.}
z = iはfの単純な極であり、1 + z2 = (z + i)(z − i)であるため、次のようになる。
{\displaystyle \operatorname {Res} (f,i)=\lim _{z\to i}(z-i)f(z)=\lim _{z\to i}{\frac {e^{iz}}{z+i}}={\frac {e^{-1}}{2i}}}
そのため
{\displaystyle \int _{-\infty }^{\infty }{\frac {\cos x}{1+x^{2}}}\,dx=\operatorname {Re} \int _{-\infty }^{\infty }{\frac {e^{ix}}{1+x^{2}}}\,dx={\frac {\pi }{e}}\,.}
この結果は、古典的な方法での計算が難しい積分のうち、一部が複素解析により簡単に求まることの例である。

## ジョルダンの補題の証明
複素線積分の定義により、
{\displaystyle \int _{C_{R}}f(z)\,dz=\int _{0}^{\pi }g(Re^{i\theta })\,e^{iaR(\cos \theta +i\sin \theta )}\,iRe^{i\theta }\,d\theta =R\int _{0}^{\pi }g(Re^{i\theta })\,e^{aR(i\cos \theta -\sin \theta )}\,ie^{i\theta }\,d\theta \,.}
不等式
{\displaystyle {\biggl |}\int _{a}^{b}f(x)\,dx{\biggr |}\leq \int _{a}^{b}\left|f(x)\right|\,dx}
から
{\displaystyle I_{R}:={\biggl |}\int _{C_{R}}f(z)\,dz{\biggr |}\leq R\int _{0}^{\pi }{\bigl |}g(Re^{i\theta })\,e^{aR(i\cos \theta -\sin \theta )}\,ie^{i\theta }{\bigr |}\,d\theta =R\int _{0}^{\pi }{\bigl |}g(Re^{i\theta }){\bigr |}\,e^{-aR\sin \theta }\,d\theta \,.}
（ * ）で定義されているMRと、正弦関数の対称性sin θ = sin(π – θ)から、次が導かれる。
{\displaystyle I_{R}\leq RM_{R}\int _{0}^{\pi }e^{-aR\sin \theta }\,d\theta =2RM_{R}\int _{0}^{\pi /2}e^{-aR\sin \theta }\,d\theta \,.}
sin θのグラフは領域θ ∈ [0, π ⁄ 2]で凹関数なので、sin θのグラフは、それの端点を結んだ直線よりも上に来る。よってθ ∈ [0, π ⁄ 2]において
{\displaystyle \sin \theta \geq {\frac {2\theta }{\pi }}\quad }
このことから
{\displaystyle I_{R}\leq 2RM_{R}\int _{0}^{\pi /2}e^{-2aR\theta /\pi }\,d\theta ={\frac {\pi }{a}}(1-e^{-aR})M_{R}\leq {\frac {\pi }{a}}M_{R}\,.}

## 参照
- 推定補題